# یونکرس ئی‌اف ۶۱
یونکرس ئی‌اف ۶۱ (به انگلیسی: Junkers EF 61) یک هواگرد ساختِ کارخانهٔ یونکرس در کشور آلمان است. نخستین استفاده‌کنندهٔ این هواپیما نیروی هوایی آلمان نازی بوده‌است.